# Municipální město (Uhersko)
Municipální město (maďarsky. törvényhatósági Jogú város – "město s municipálním právem" nebo törvényhatósági joggal felruházott város – "město obdařené municipálním právem" německy. Stadt mit Munizipium – "město s municipiem", slovensky též municipiálne mesto) bylo v letech 1870-1918 v Uhersku, 1918-1950 v Maďarsku a 1918-1922 přechodně ve slovenské části Československa samosprávné město s pravomocí župy, nepodléhající županovi a podléhající přímo ministerstvu vnitra. 
Municipální města fakticky nahradila svobodná královská města.
Na Slovensku byly municipálním městem v letech 1870 – 1876 Gelnica a pak v letech 1886 – 1922 Bratislava, Košice, Komárno a Banská Štiavnica (spolu s Banskou Belou).
Municipální města patřila mezi tzv. municipia (maďarsky törvényhatóságok). Municipia byly v Uhersku jednotky na úrovni župy – tedy municipální města, samotné župy a některé další zvláštní samosprávné obvody. 
Municipální města vykonávala samosprávu, zprostředkovávala státní administrativu, vydávala statuty a předkládala politické petice. V čele města stál (hlavní) župan – zástupce vlády. Administrativu vedl purkmistr předsedající městské radě, která byla výkonným orgánem municipálního výboru a spravovala ekonomiku. Municipální výbor byl zpola volen, zpola tvořen nejbohatšími měšťany; volil část městských úředníků.

## Dějiny
Municipální města byla vytvořena zákonnými články XLII/1870 jako další kategorie municipií vedle svobodných královských měst. Od roku 1870 bylo municipálními městy 20 měst (z toho na Slovensku jen Gelnica), v roce 1873 přibylo 5 dalších (z toho na Slovensku žádné). 
Zákonným článkem XX/1876 (účinným k 1. lednu 1877) 28 z dosavadních svobodných královských měst a 19 z dosavadních municipálních měst přestalo být municipiem a bylo přeměněno na tzv. město se zřízeným magistrátem (tedy byla podřízena župám a klesla na úroveň okresu). Přesněji:
Z dosavadních 47 svobodných královských měst:
- 19 (z toho na Slovensku Bratislava, Košice, Komárno a Banská Štiavnica) zůstalo svobodnými královskými městy, a
- ostatních 28 (z toho na Slovensku Bardejov, Banská Bystrica, Brezno, Kežmarok, Kremnica, Krupina, Levoča, Ľubietová, Modra, Nová Baňa, Pezinok, Prešov, Pukanec, Sabinov, Skalica, Svätý Jur, Zlín, Trnava a Zvolen) se stalo městy se zřízeným magistrátem. Formálně si (jakékoliv) město, které dříve bylo svobodným královským městem, ponechalo titul "svobodné královské město".

Z dosavadních 25 municipálních měst:
- 6 (Vršac, Oradea, Kecskemét, Hódmezővásárhely, Pančevo, Baja, tedy na Slovensku žádné) zůstalo municipálními městy  a
- otatních 19 (z toho na Slovensku Gelnica) bylo přeměněných na města se zřízeným magistrátem.

Zákonným článkem XXI/1886 byla svobodná královská města, která zůstala z roku 1876, zrušena (zbylo jen jako formální titul) a zařazena mezi municipální města. Kromě toho byla Budapešť jako hlavní město přeřazena do zvláštní kategorie. Celkově tedy od roku 1886 existovala v Uhersku (bez Chorvatska-Slavonie) tato municipální města: Arad, Baja, Banská Štiavnica (a Banská Belá), Bratislava, Debrecín, Győr (Ráb), Hódmezővásárhely, Kecskemét, Kluž, Komárno, Košice, Nový Sad, Oradea (Velký Varadín), Pančevo, Pécs (Pětikostelí), Šoproň, Subotica, Satu Mare, Segedín, Sombor, Székesfehérvár (Stoličný Bělehrad), Târgu Mureș, Temešvár, Vršac. V roce 1907 přibyl ještě Miškovec.
Další změny nastaly na území Maďarska až v 20. letech 20. století. Na území Slovenska byla municipální města s účinností od 1. ledna 1923 zrušena.